# 塩化パラトルエンスルホニル
塩化パラトルエンスルホニル（えんかパラトルエンスルホニル、p-toluenesulfonyl chloride）は、有機合成化学で用いられる試薬のひとつ。ヒドロキシ基をスルホニル化してパラトルエンスルホニル基（トシル基）に変え、反応性を高めるために用いられる。パラトルエンスルホニル基を慣用名としてトシル基と呼び Ts と略することから、塩化パラトルエンスルホニルは別名として塩化トシル (tosyl chloride) とも呼ばれ、TsCl と略記される。

## 合成と性質
トルエンにクロロスルホン酸を反応させて合成する。
{\displaystyle {\ce {CH3C6H5 + ClSO3H -> p-CH3C6H4SO2Cl + H2O}}}
無色の固体で、刺激臭を有する。水とは反応して、徐々にパラトルエンスルホン酸と塩化水素とに分解する。塩基性の水中では、加水分解が速まる。

## 用途
塩化パラトルエンスルホニルは塩基の存在下にアルコールなどのヒドロキシ基をスルホニル化する。塩基としてはピリジン、N,N-ジメチル-4-アミノピリジン (DMAP)、水酸化ナトリウムなどが用いられ、概ね収率は良好である。
ROH  +  TsCl  +  C5H5N  →  ROTs  +  C5H5N•HCl  (Ts = CH3C6H6SO2-)
この反応生成物であるトシル化合物（パラトルエンスルホン酸エステル）は、スルホナートアニオンが良い脱離基であることから、求核置換反応や脱離反応への活性が高い。2種類の異なるアルコールから非対称エーテルを合成する際に、この方法によるトシル化に続いてウィリアムソン合成を行なう。
ROTs  +  R'OH  +  Base  →  ROR'  +  Base•TsOH
アミノ基をトシル化する際にも用いられる。
RNH2  +  TsCl  +  Base  →  RNH-Ts  +  Base•HCl

## 製造
TsClは、トルエンのクロロスルホン化による塩化オルトトルエンスルホニル（サッカリン合成の前駆体）生産の副生成物として得られるため、研究用途に安価に入手可能である。
{\displaystyle {\ce {CH3C6H5 + SO2Cl2 -> CH3C6H4SO2Cl + HCl}}}